# جيرالد هانون
جيرالد هانون هو كاتب كندي، ولد في 10 يوليو 1944.